# Canton de Sées
Le canton de Sées est une division administrative française située dans le département de l'Orne et la région Normandie. À la suite du redécoupage cantonal de 2014, les limites territoriales du canton sont remaniées. Le nombre de communes du canton passe de 13 à 24.

## Géographie
Ce canton est organisé autour de Sées dans les arrondissements d'Alençon et d'Argentan. Son altitude varie de 151 m (Saint-Gervais-du-Perron) à 406 m (Tanville) pour une altitude moyenne de 228 m.

## Histoire
Par décret du 25 février 2014, le nombre de cantons du département est divisé par deux, avec mise en application aux élections départementales de mars 2015. Le canton de Sées est conservé et s'agrandit. Il passe de 13 à 24 communes.

## Représentation

### Conseillers généraux de 1833 à 2015
| Période | Période      | Identité                             | Étiquette        | Qualité                                                                                              |
| ------- | ------------ | ------------------------------------ | ---------------- | --- |
| 1833    | 1840 (décès) | François Jacques Gervais Mauger      |                  | Ancien contrôleur ambulant des contributions indirectes, maire de Séez                               |
| 1840    | 1848         | Francisque de Corcelle               | Droite           | Homme de lettres et ambassadeur au Vatican, député de l'Orne (1839-1851), député du Nord (1871-1876) |
| 1848    | 1852         | Victor Saint-Alban Pichon-Prémêlé    |                  | Juge de paix, maire de Séez, conseiller d'arrondissement                                             |
| 1852    | 1885 (décès) | Louis Xavier Sénéchal (1815-1885)    |                  | Maire de Séez                                                                                        |
| 1886    | 1892         | Georges Sénéchal (fils du précédent) | Droite           | Propriétaire, avocat, maire de Séez                                                                  |
| 1892    | 1912 (décès) | Jules Hommey                         | Républicain      | Médecin à Sées                                                                                       |
| 1912    | 1933 (décès) | Joseph Hommey (fils du précédent)    | Républicain      | Médecin, maire de Sées                                                                               |
| 1933    | 1934         | Ludovic Lorel                        | Rad.             | Instituteur retraité, maire de La Ferrière-Béchet, conseiller d'arrondissement                       |
| 1934    | 1940         | Jules Ducros                         | PDP              | Médecin à Sées                                                                                       |
|         |              |                                      |                  | |
| 1945    | 1970         | Léon Pilou (1883-1973)               | SFIO puis PSU    | Retraité de la SNCF, Sées                                                                            |
| 1970    | 1974 (décès) | Louis Legay (1904-1974)              |                  | Maire de Sées                                                                                        |
| 1974    | 1988         | Pierre Consigny                      | DVD puis UDF-CDS | Inspecteur des Finances, maire de La Ferrière-Béchet                                                 |
| 1988    | 2015         | André Dubuisson                      | DVD              | Assureur, Vice-président du conseil général, maire de Sées (1974-1995)                               |

### Conseillers d'arrondissement (de 1833 à 1940)
Le canton de Sées avait deux conseillers d'arrondissement jusqu'en 1842.
| Période                                  | Période      | Identité                                        | Étiquette | Qualité |
| ---------------------------------------- | ------------ | ----------------------------------------------- | --------- | --- |
| 1833                                     | 1842         | M. de Saint-Aignan                              |           | Adjudant-major de la Garde nationale, propriétaire à Sées                                                   |
| 1833                                     | 1836         | Victor Saint-Alban Pichon-Prémêlé (1788-1865)   |           | Ancien juge de paix, propriétaire à Sées                                                                    |
| 1836                                     | 1848         | Jacques Roger fils (1790-1866)                  |           | Médecin (chirurgien d'état-major d'artillerie), propriétaire à Sées                                         |
|                                          |              |                                                 |           | |
| 1848                                     |              | Jacques Roger fils                              |           | Médecin (chirurgien d'état-major d'artillerie), propriétaire à Sées                                         |
|                                          |              |                                                 |           | |
| 1868                                     |              | Pierre Alphonse Pichon-Prémêlé                  |           | Maire d'Aunou-sur-Orne                                                                                      |
|                                          |              |                                                 |           | |
| 1906                                     |              | A. Delaunay                                     | Libéral   | Adjoint au maire de Sées                                                                                    |
|                                          | 1913 (décès) | Louis-Jules-Joseph Potier de Courcy (1850-1913) |           | Avocat à Saint-Lô, maire de Sées, propriétaire à Belfonds                                                   |
| 21 déc.1913                              | 1918 (décès) | Louis Joseph Biou (1870-1918)                   |           | Notaire à Sées                                                                                              |
| 1919                                     | 1933         | Ludovic-Désiré Lorel (1862-?)                   | Rad.      | Instituteur retraité, maire de La Ferrière-Béchet                                                           |
| 1933                                     | 1940         | Charles Forget (1873-1945)                      | Radical   | Caissier-comptable, maire de Sées (1933-1945)                                                               |
| 1940                                     |              |                                                 |           | Les conseils d'arrondissement ont été suspendus par la loi du 12 octobre 1940 et n'ont jamais été réactivés |
| Les données manquantes sont à compléter. |              |                                                 |           | |

### Conseillers départementaux à partir de 2015
| Période élective | Période élective | Mandat | Mandat   | Identité        | Nuance | Nuance | Qualité                                                                        |
| ---------------- | ---------------- | ------ | -------- | --------------- | ------ | ------ | ------------------------------------------------------------------------------ |
| 2015             | 2021             | 2015   | 2021     | Jocelyne Benoit |        | DVG    | Retraitée Ancienne conseillère municipale de Sées                              |
| 2015             | 2021             | 2015   | 2021     | Claude Duval    |        | DVG    | Maire de Montmerrei Ancien Conseiller général du canton de Mortrée (1998-2015) |
| 2021             | 2028             | 2021   | en cours | Jocelyne Benoit |        | DVG    | Conseillère sortante                                                           |
| 2021             | 2028             | 2021   | en cours | Claude Duval    |        | DVG    | Conseiller sortant                                                             |

### Résultats détaillés

#### Élections de mars 2015
À l'issue du 1er tour des élections départementales de 2015, deux binômes sont en ballottage : Jocelyne Benoit et Claude Duval (DVG, 34,75 %) et Stelliane Bettefort et Damien Roger (DVD, 24,32 %). Le taux de participation est de 56,34 % (4 495 votants sur 7 978 inscrits) contre 54,04 % au niveau départemental et 50,17 % au niveau national.
Au second tour, Jocelyne Benoit et Claude Duval (DVG) sont élus avec 54,65 % des suffrages exprimés et un taux de participation de 54,73 % (2 210 voix pour 4 364 votants et 7 973 inscrits).

#### Élections de juin 2021
Le premier tour des élections départementales de 2021 est marqué par un très faible taux de participation (33,26 % au niveau national). Dans le canton de Sées, ce taux de participation est de 40,6 % (3 184 votants sur 7 842 inscrits) contre 34,53 % au niveau départemental. À l'issue de ce premier tour, deux binômes sont en ballottage : Jocelyne Benoit et Claude Duval (DVG, 52,3 %) et Caroline Collignon et Mostefa Maachi (Union au centre, 32,96 %).
Le second tour des élections est marqué une nouvelle fois par une abstention massive équivalente au premier tour. Les taux de participation sont de 34,36 % au niveau national, 34,27 % dans le département et 39,59 % dans le canton de Sées. Jocelyne Benoit et Claude Duval (DVG) sont élus avec 63,54 % des suffrages exprimés (1 894 voix pour 3 105 votants et 7 842 inscrits),,. 

## Composition

### Composition avant 2015

Situation du canton dans l'arrondissement d'Alençon.

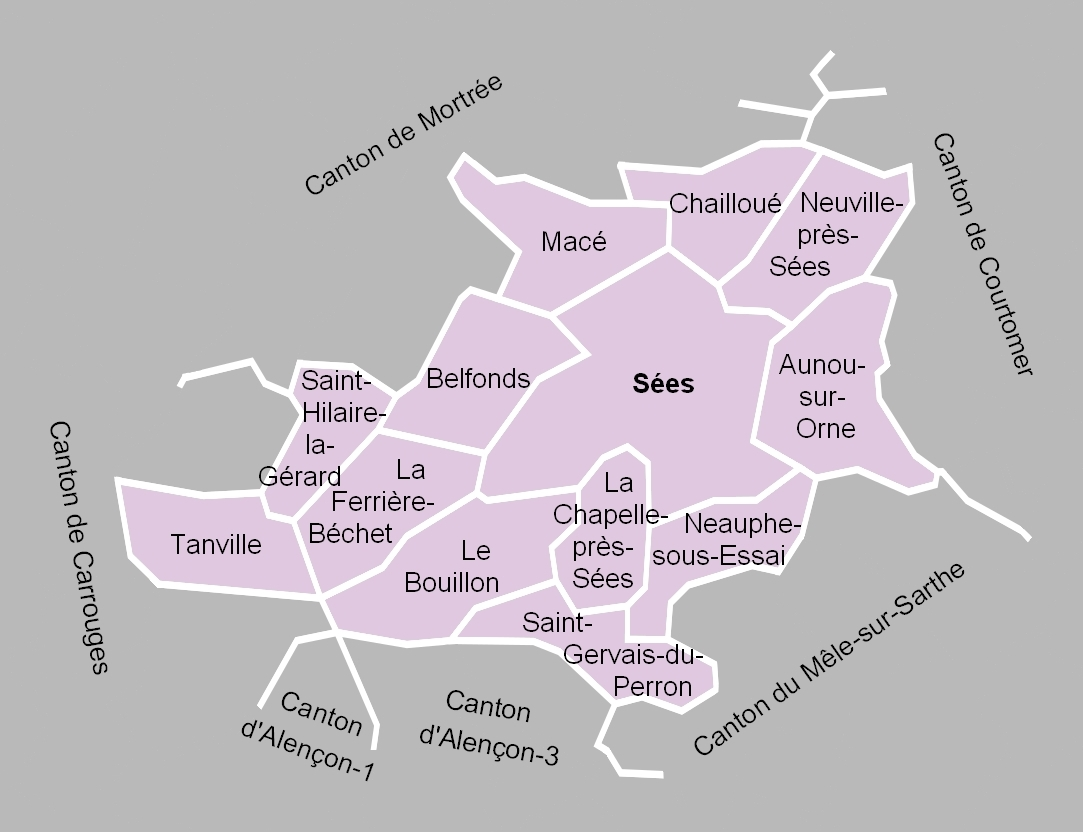
La carte des communes de l'ancien canton. Les cantons limitrophes étaient ceux de Mortrée, de Courtomer, du Mêle-sur-Sarthe, d'Alençon-3, d'Alençon-1 et de Carrouges.

Le canton de Sées regroupait treize communes.
| Nom                     | Code Insee | Codepostal | Superficie (km2) | Population (dernière pop. légale) | Densité (hab./km2) |
| ----------------------- | ---------- | ---------- | ---------------- | --------------------------------- | ------------------ |
| Aunou-sur-Orne          | 61015      | 61500      | 18,04            | 264 (2012)                        | 15                 |
| Belfonds                | 61036      | 61500      | 14,29            | 188 (2012)                        | 13                 |
| Le Bouillon             | 61056      | 61500      | 17,77            | 169 (2012)                        | 9,5                |
| Chailloué               | 61P02      | 61500      | 11,61            | 584 (2011)                        | 50                 |
| La Chapelle-près-Sées   | 61098      | 61500      | 9,95             | 472 (2012)                        | 47                 |
| La Ferrière-Béchet      | 61164      | 61500      | 13,79            | 217 (2012)                        | 16                 |
| Macé                    | 61240      | 61500      | 14,53            | 473 (2012)                        | 33                 |
| Neauphe-sous-Essai      | 61301      | 61500      | 11,43            | 202 (2012)                        | 18                 |
| Neuville-près-Sées      | 61306      | 61500      | 14,74            | 142 (2011)                        | 9,6                |
| Saint-Gervais-du-Perron | 61400      | 61500      | 11,28            | 389 (2012)                        | 34                 |
| Saint-Hilaire-la-Gérard | 61403      | 61500      | 8,90             | 116 (2011)                        | 13                 |
| Sées                    | 61464      | 61500      | 40,31            | 4 358 (2012)                      | 108                |
| Tanville                | 61480      | 61500      | 13,32            | 239 (2012)                        | 18                 |

À la suite du redécoupage des cantons pour 2015, toutes les communes sont à nouveau rattachées au canton de Sées auquel s'ajoutent une commune du canton de Carrouges, une commune du canton du Mêle-sur-Sarthe et neuf communes du canton de Mortrée.

#### Anciennes communes
Les anciennes communes suivantes étaient incluses dans le territoire du canton de Sées antérieur à 2015 :
- Saint-Cenery-près-Séez, absorbée en 1811 par Aunou-sur-Orne.
- Surdon, absorbée en 1821 par Chailloué.
- Saint-Léger-de-la-Haye, absorbée en 1821 par Macé.
- Montrond, absorbée en 1821 par Neuville-près-Sées.
- Condé-le-Butor, absorbée en 1822 par Belfonds.
- Cleray, absorbée en 1839 par Belfonds.
- Saint-Laurent-de-Beauménil, absorbée en 1839 par Saint-Gervais-du-Perron.

### Composition après 2015
Lors du redécoupage de 2014, le canton de Sées comprend vingt-quatre communes entières.
À la suite de la création de la commune nouvelle de Chailloué au 1er janvier 2016, le canton comprend désormais vingt-et-une communes entières.
| Nom                          | Code Insee | Intercommunalité         | Superficie (km2) | Population (dernière pop. légale) | Densité (hab./km2) | Modifier                                    |
| ---------------------------- | ---------- | ------------------------ | ---------------- | --------------------------------- | ------------------ | ------------------------------------------- |
| Sées (bureau centralisateur) | 61464      | CC des Sources de l'Orne | 40,31            | 4 182 (2022)                      | 104                | modifier les données · modifier les données |
| Almenêches                   | 61002      | CC des Sources de l'Orne | 20,27            | 642 (2022)                        | 32                 | modifier les données · modifier les données |
| Aunou-sur-Orne               | 61015      | CC des Sources de l'Orne | 18,04            | 276 (2022)                        | 15                 | modifier les données · modifier les données |
| Belfonds                     | 61036      | CC des Sources de l'Orne | 14,29            | 208 (2022)                        | 15                 | modifier les données · modifier les données |
| La Bellière                  | 61039      | CC des Sources de l'Orne | 13,91            | 129 (2022)                        | 9,3                | modifier les données · modifier les données |
| Boissei-la-Lande             | 61049      | CC des Sources de l'Orne | 7,11             | 109 (2022)                        | 15                 | modifier les données · modifier les données |
| Boitron                      | 61051      | CC des Sources de l'Orne | 13,35            | 348 (2022)                        | 26                 | modifier les données · modifier les données |
| Le Bouillon                  | 61056      | CC des Sources de l'Orne | 17,77            | 167 (2022)                        | 9,4                | modifier les données · modifier les données |
| Le Cercueil                  | 61076      | CC des Sources de l'Orne | 13,23            | 145 (2022)                        | 11                 | modifier les données · modifier les données |
| Chailloué                    | 61081      | CC des Sources de l'Orne | 35,88            | 892 (2022)                        | 25                 | modifier les données · modifier les données |
| La Chapelle-près-Sées        | 61098      | CC des Sources de l'Orne | 9,95             | 488 (2022)                        | 49                 | modifier les données · modifier les données |
| Le Château-d'Almenêches      | 61101      | CC des Sources de l'Orne | 10,76            | 185 (2022)                        | 17                 | modifier les données · modifier les données |
| La Ferrière-Béchet           | 61164      | CC des Sources de l'Orne | 13,79            | 250 (2022)                        | 18                 | modifier les données · modifier les données |
| Francheville                 | 61176      | CC des Sources de l'Orne | 9,72             | 132 (2022)                        | 14                 | modifier les données · modifier les données |
| Macé                         | 61240      | CC des Sources de l'Orne | 14,53            | 443 (2022)                        | 30                 | modifier les données · modifier les données |
| Médavy                       | 61256      | CC des Sources de l'Orne | 4,34             | 153 (2022)                        | 35                 | modifier les données · modifier les données |
| Montmerrei                   | 61288      | CC des Sources de l'Orne | 12,67            | 555 (2022)                        | 44                 | modifier les données · modifier les données |
| Mortrée                      | 61294      | CC des Sources de l'Orne | 32,26            | 1 125 (2022)                      | 35                 | modifier les données · modifier les données |
| Neauphe-sous-Essai           | 61301      | CC des Sources de l'Orne | 11,43            | 214 (2022)                        | 19                 | modifier les données · modifier les données |
| Saint-Gervais-du-Perron      | 61400      | CC des Sources de l'Orne | 11,28            | 346 (2022)                        | 31                 | modifier les données · modifier les données |
| Tanville                     | 61480      | CC des Sources de l'Orne | 13,32            | 228 (2022)                        | 17                 | modifier les données · modifier les données |
| Canton de Sées               | 6119       |                          | 338,21           | 11 217 (2022)                     | 33                 | modifier les données                        |

## Démographie

### Démographie avant 2015
| 1962  | 1968  | 1975  | 1982  | 1990  | 1999  | 2006  | 2011  | 2012  |
| ----- | ----- | ----- | ----- | ----- | ----- | ----- | ----- | ----- |
| 7 829 | 7 840 | 7 811 | 7 560 | 7 501 | 7 584 | 7 700 | 7 792 | 7 845 |

### Démographie depuis 2015
En 2022, le canton comptait 11 217 habitants, en évolution de −1,08 % par rapport à 2016 (Orne : −3,21 %, France hors Mayotte : +2,11 %).
| 2013   | 2018   | 2022   |
| ------ | ------ | ------ |
| 11 604 | 11 225 | 11 217 |